# ŁTŻ Łódź
ŁTŻ Łódź – polski klub żużlowy z Łodzi. W latach 1999–2001 brał udział w rozgrywkach ligowych. W późniejszym czasie przestał funkcjonować.

## Historia klubu
Historia sportu żużlowego sięga w Łodzi lat 40. XX wieku. W 1948 roku powstał Tramwajarz Łódź. Ponadto funkcjonowała sekcja Dziewiarskiego Klubu Sportowego Włókniarz, która została rozwiązana w 1950. Drużynę Tramwajarza rozwiązano po sezonie 1964. Po dwóch latach w Łodzi powstał nowy klub - Gwardia. Istniał on do 1980 roku. Reaktywacja czarnego sportu w mieście nastąpiła dopiero w 1995, kiedy to powstał J.A.G. Speedway Club. Od sezonu 1999 w Łodzi działał ŁTŻ, natomiast od sezonu 2002 - TŻ. W 2005 roku powstał Orzeł Łódź, który od sezonu 2006 startował w drugoligowych rozgrywkach.

## Poszczególne sezony
| Sezon | Rozgrywki ligowe | Rozgrywki ligowe | Rozgrywki ligowe | Uwagi                       |
| Sezon | Liga             | Liga             | Miejsce          | Uwagi                       |
| ----- | ---------------- | ---------------- | ---------------- | --------------------------- |
| 1999  | II               | II liga          | 6/13             |                             |
| 2000  | II               | I liga           | 7/8              | Wygrane baraże o utrzymanie |
| 2001  | II               | I liga           | 8/8              |                             |

| Poziom ligowy | Liczba sezonów | Sezony    |
| ------------- | -------------- | --------- |
| II            | 3              | 1999–2001 |